# Begonia kuhlmannii
Begonia kuhlmannii é uma espécie da flora de Brasil pertencente à família Begoniaceae.

## Taxonomia
Begonia kuhlmannii foi nomeada por o botânico alemão Alexander Curt Brade, descrito em Rodriguésia 18: 20, pl. 5, e publicado em 1945.

## Conservação
O Governo do Estado do Espírito Santo incluiu em 2005 B. kuhlmannii em sua primeira lista de espécies ameaçadas de extinção, por intermédio do Decreto nº 1.499-R, classificando-a como uma espécie "Em perigo".